# La Razón (1919)
La Razón fue un periódico de Perú fundado en entre mayo y agosto de 1919 por José Carlos Mariátegui y César Falcón. La Razón fue testigo del proceso de decantación ideológica de un grupo importante de intelectuales, obreros y estudiantes y se le considera el primer diario de izquierda de editado en el país.

## Fundación
Mariátegui acababa de dejar El Tiempo donde hizo notable su columna “Voces”, comentario y crítica del acontecer nacional. Tenía 25 años Mariátegui cuando fundó el diario La Razón.
Esta fue la forma como La Razón, diario independiente de la tarde salió el 14 de mayo de 1919,  poniendo sus páginas al servicio de las causas populares, con orientación socialista definida. Los redactores principales eran: Humberto del Águila, Antenor Fernández, Moisés Vargas, Fausto Posada y Luis Augusto Carranza; ahí estaba también el obrero zapatero Carlos Barba, entre los redactores. Estenio Meza  fue designado como administrador. Apoyaron esta iniciativa los doctores Baltazar Caravedo y Sebastián Lorente. El historiador de periodismo Juan Gargurevich considera que "La Razón" es el primer diario de izquierda en el Perú.
En el editorial de presentación, que se titula “Nuestra posición en la prensa” menciona: “No traemos a la acción periodística más adhesión  que la adhesión a un ideal… Una sólida comunidad de ideales patrióticos, un noble entusiasmo profesional, un solidario afán de lucha y un acendrado espíritu doctrinario nos han reunido y nos han mancomunado en la empresa de la fundación de este diario… Nuestro propósito sustantivo es contemplar todos los hechos y todas las situaciones con elevación de concepto y de palabra, en decir siempre la verdad, en emplear los caminos más reales para llegar hasta ella, en denunciar y combatir los vicios de nuestro régimen político y social, en trabajar por el advenimiento de esa era de democracia que tanto ansía nuestro pueblo, en defendernos de la influencia de los prejuicios que sirven habitualmente de punto de partida al criterio criollo y en difundir, sin olvido de la realidad nacional, las ideas y las doctrinas que conmueven actualmente la conciencia del mundo y que preparan la edad futura de la humanidad”.

## Contexto político y social
El nombre "La Razón" fue propuesto por Mariátegui. El diario se ubicaba en la calle de la Pileta de la Merced, los altos, 150, en el centro de Lima. Tenía tan solo dos oficinas: una oficina estaba destinada a la administración y la otra a la redacción de noticias. Se distribuía en la tarde (a partir de las 5 p. m.), marcando así un contraste con la prensa matutina y podría decir que esto le permitía comentar y responder críticamente (como un medio de oposición) a las coberturas y posturas políticas de los diarios de la mañana, desde donde apoya el paro general por el abaratamiento de las subsistencias y el movimiento de reforma universitaria.
 

La aparición de La Razón coincide con un momento de gran agitación popular, y en sus páginas se publican artículos e informaciones que orientan a los trabajadores y estudiantes en sus luchas de reivindicaciones sociales. Acuden a sus oficinas de la Pileta de la Merced obreros, empleados y estudiantes, en busca de apoyo para sus causas. Los primeros días, la edición contó con unos quinientos ejemplares solamente, pero rápidamente la demanda y aceptación fueron aumentando y la circulación llegó a los 8,000 a 10,000 ejemplares diarios (que se agotaban pese a que muchas veces salía retrasado); además de las suscripciones regulares, se distribuía también en las fábricas, teniendo buen respaldo popular. Se organizaron corresponsalías en diferentes ciudades, como por ejemplo en Chancay, Huaraz, Huacho, Huancayo, Chincha, Pisco e Ica. Se puede decir que La Razón fue el primer diario que criticó abiertamente y denunció el carácter reaccionario del gobierno de Leguía. El diario "La Razón" se imprimía en la imprenta “La Tradición” que pertenecía al arzobispado, que muchas saboteaban u obstruía su publicación. “La Razón”, era un diario de oposición al gobierno de Leguía, canalizaban las inquietudes de universitarios y obreros: por un lado, el paro obrero de marzo de 1919 motivado por el alza de las subsistencias; por otro, el movimiento estudiantil de reforma universitaria de 1919, que promovieron los procesos de modernización de la universidad de San Marcos. Ambos grupos con diferentes objetivos generaron un momento de turbulencia en la ciudad, como menciona César Lévano:
Fue un paro total. No he conocido otro igual. Conmovió a Lima, Callao y balnearios. Yo viví intensamente esas horas trágicas. Ni La Razón ni ningún otro diario pudieron aparecer al día siguiente. Cuando el paro terminó miles de obreros se concentraron delante del local de La Razón. Ellos aclamaron a José Carlos cuando pronuncio un discurso.
El diario es clausurado por presión de gobierno de Leguía, debido a su línea periodística de oposición. Mariátegui y Falcón son enviados a Europa por el gobierno de Leguía como agentes de propaganda del Perú en el extranjero, como forma sutil de encubrir su deportación.

## Otros proyectos posteriores
Se considera a La Razón como el primer diario de izquierda del Perú. Luego de este, muchas otras publicaciones han seguido dicha inspiración, como El Diario Marka, La República, Diario Uno, La Primera y El Perfil considerados de centroizquierda.